# Akihito futuna
Akihito futuna é uma espécie de peixe da família Gobiidae e da ordem Perciformes.

## Morfologia
- Os machos podem atingir 3,3 cm de comprimento total.[4]

## Alimentação
Aparentemente alimentam-se de insectos aquáticos e crustáceos (Atyidae).

## Habitat
É um peixe de água doce, de clima tropical e bentopelágico.

## Distribuição geográfica
É encontrado na Oceania: Futuna.

## Observações
É inofensivo para os humanos.